# 维氏螳属
维氏螳属（学名：Werneriana）为花螳科的一个属。

## 下属物种
本属包括以下物种：
- 宽翅维氏螳 Werneriana latipennis Werner, 1930